# William Frank Newton
William Frank "Frankie" Newton (Emory, 4 januari 1906 - New York, 11 maart 1965) was een Amerikaanse jazz-trompettist.
Newton toerde met de band van Lloyd W. Scott en trok in 1927 naar New York, waar hij speelde bij Cecil Scott (1929/1930), Elmer Snowden (1931), Sam Wooding, Chick Webb, Charlie Johnson (1933-1935), Teddy Hill (1936/1937), John Kirby (1937) en Lucky Millinder (1937-1938). Hij leidde een eigen combo in clubs in New York en Boston en speelde hier met mannen als Art Tatum, James P. Johnson, Sid Catlett en Edmond Hall. Hij nam op met onder meer Mary Lou Williams, Willie "The Lion" Smith, Teddy Wilson, Charlie Barnet, Mezz Mezzrow, Buster Bailey en Big Joe Turner. Ook begeleidde hij enkele zangeressen bij plaatopnames: Bessie Smith (haar laatste opnames op 24 november 1933), Maxine Sullivan en Billie Holiday op haar "Strange Fruit"-sessies. 
In de periode maart 1937-augustus 1939 maakte hij als leider opnames voor Variety Records, Victor, Vocalion en Blue Note. In totaal nam hij toen veertien platen op.
In 1950 trad hij voor het laatst op in Savoy in Boston, daarna trok hij zich om gezondheidsredenen als muzikant terug uit de jazz. Hij was daarna actief in jazz-workshops voor minderbedeelde jongeren en zette zich in voor de burgerrechtenbeweging. Ook stond hij bekend als een communist.
Zijn trompetspel werd bewonderd door Louis Armstrong en Dizzy Gillespie. Jazzcriticus Nat Hentoff meende dat Newton wat betreft zijn intieme, lyrische manier van spelen op dezelfde hoogte stond als Miles Davis.

## Discografie
- Frankie's Jump (opnames 1937-1939), Affinity, 1992
- Frankie Newton 1937-1939, Chronological Classics, 1996
- The Cotton Club New York Presents Frankie Newton, Galaxy Music, 1996

- Bibsys: 90307809
- Bibliothèque nationale de France: cb13897937b (data)
- Gemeinsame Normdatei: 128959738
- International Standard Name Identifier: 0000 0003 5495 3184
- Library of Congress Control Number: n80125077
- MusicBrainz: a0aa1e6e-a60c-4a78-863d-d201cedbd092
- Nationale bibliotheek van Australië: 36046774
- Nationale Bibliotheek van Israël: 987007416074005171
- Réseau des bibliothèques de Suisse occidentale: 02-A008647994
- Istituto Centrale per il Catalogo Unico: DDSV287235
- SNAC: w6vc2j50
- Système universitaire de documentation: 159682401
- Virtual International Authority File: 71578865
- WorldCat: E39PBJcgvVxqtBbhRtfQw4kYyd